# Cuco Wallraff

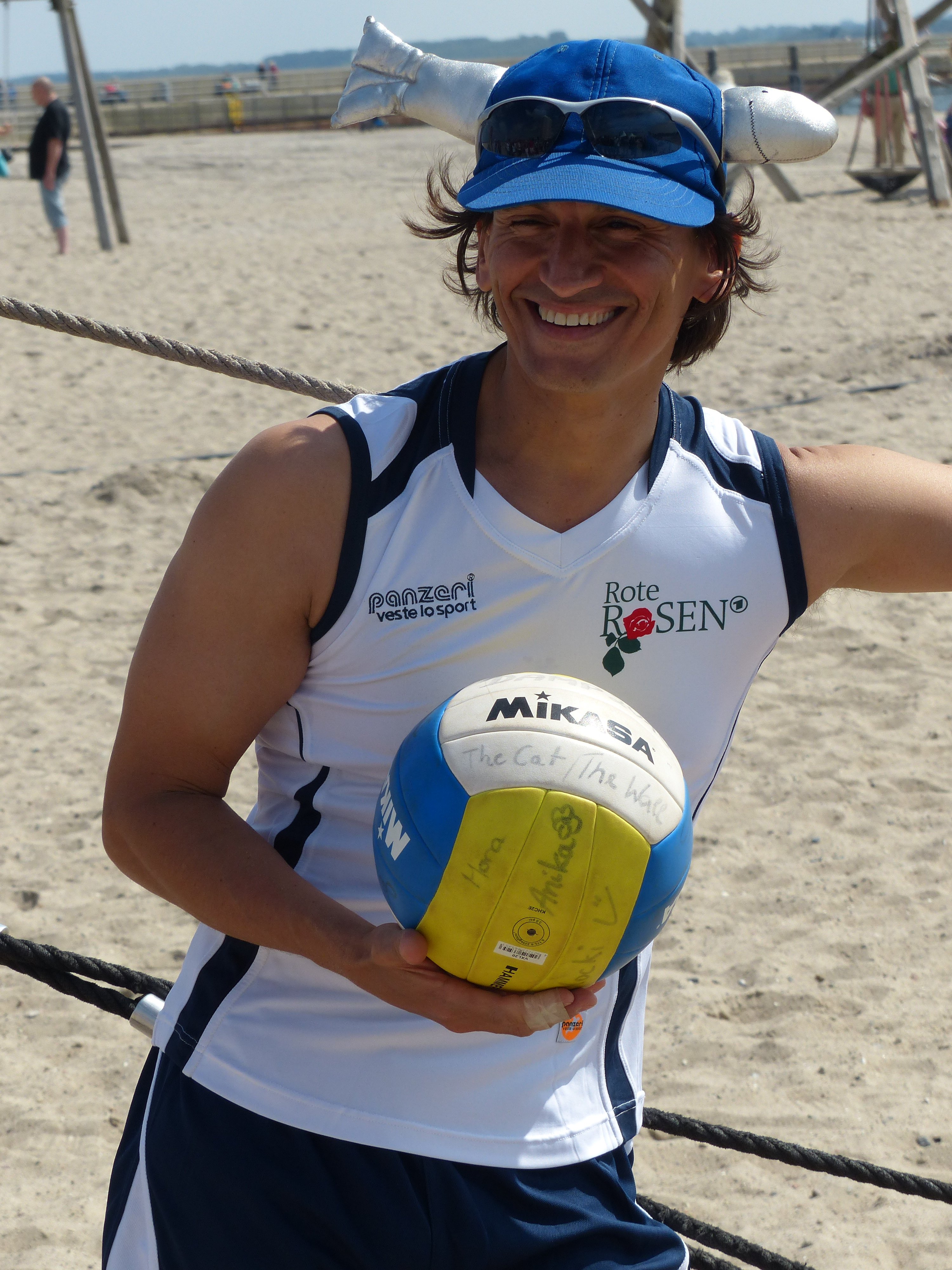
Cuco Wallraff (2013)

Cuco Wallraff (* 1963 in Solingen) ist ein deutscher Schauspieler.

## Leben
Cuco Wallraff ist der Sohn eines Deutschen und einer Kolumbianerin. Sein Vater wanderte im Alter von 22 Jahren nach Kolumbien aus und kehrte mit drei Kindern wieder in die deutsche Heimat zurück. Cuco Wallraffs Bruder ist der Schauspieler Diego Wallraff. Seine Mutter benannte ihn nach dem mexikanischen Mariachi-Sänger Cuco Sanchez. Er wuchs mit Spanisch und Deutsch zweisprachig auf. Nach seinem Abitur 1983 in Hamburg erhielt er nur ein Jahr später, ohne eine Schauspielausbildung absolviert zu haben, ein Engagement von Peter Zadek für die Freie Volksbühne Berlin. Bis 1991 wurde er sowohl festes Ensemblemitglied an der Freien Volksbühne als auch am Deutschen Schauspielhaus Hamburg.
Parallel zu seinen Theaterengagements absolvierte Wallraff mehrere Schauspiel-, Tanz- und Gesangskurse in New York City und Los Angeles. Von 2006 bis 2009 studierte er Theaterwissenschaften sowie Publizistik- und Kommunikationswissenschaften an der Freien Universität Berlin. Zur selben Zeit schrieb er sich für den Diplomstudiengang Executive Master in Arts Administration an der Universität Zürich ein, welchen er mit seiner Abschlussarbeit Alternative Finanzierungskonzepte für Non-Profit-Theater in Deutschland schließlich auch erfolgreich absolvierte.

## Filmografie (Auswahl)
- 1993: Liebe ist Privatsache (Fernsehserie)
- 1996: Die Putzfraueninsel
- 1996: Ein Mord auf dem Konto
- 1998: Der Bergdoktor (Fernsehserie, zwei Folgen)
- 1999: Alarm für Cobra 11 – Die Autobahnpolizei (Fernsehserie, zwei Folgen)
- 1999: Polizeiruf 110 – Über den Dächern von Schwerin
- 2000: Krieger und Liebhaber
- 2000: Mord im Swingerclub
- 2001: Zwölfeläuten
- 2002: Tödliches Rendezvous – Die Spur führt nach Palma
- 2004: Einmal Bulle, immer Bulle (Fernsehserie, sechs Folgen)
- 2005: Drei teuflisch starke Frauen
- 2011: Glück auf Brasilianisch
- 2013: Die Rosenheim-Cops – Ausgetanzt (Fernsehserie)
- 2013: Rote Rosen
- 2018–2019: Beck is back! (4 Episoden)
- 2018: Tatort: Vom Himmel hoch
- 2023: Die Heiland – Wir sind Anwalt: Kleine und große Fische (Fernsehserie)